# Pfarrkirche Maria Ach

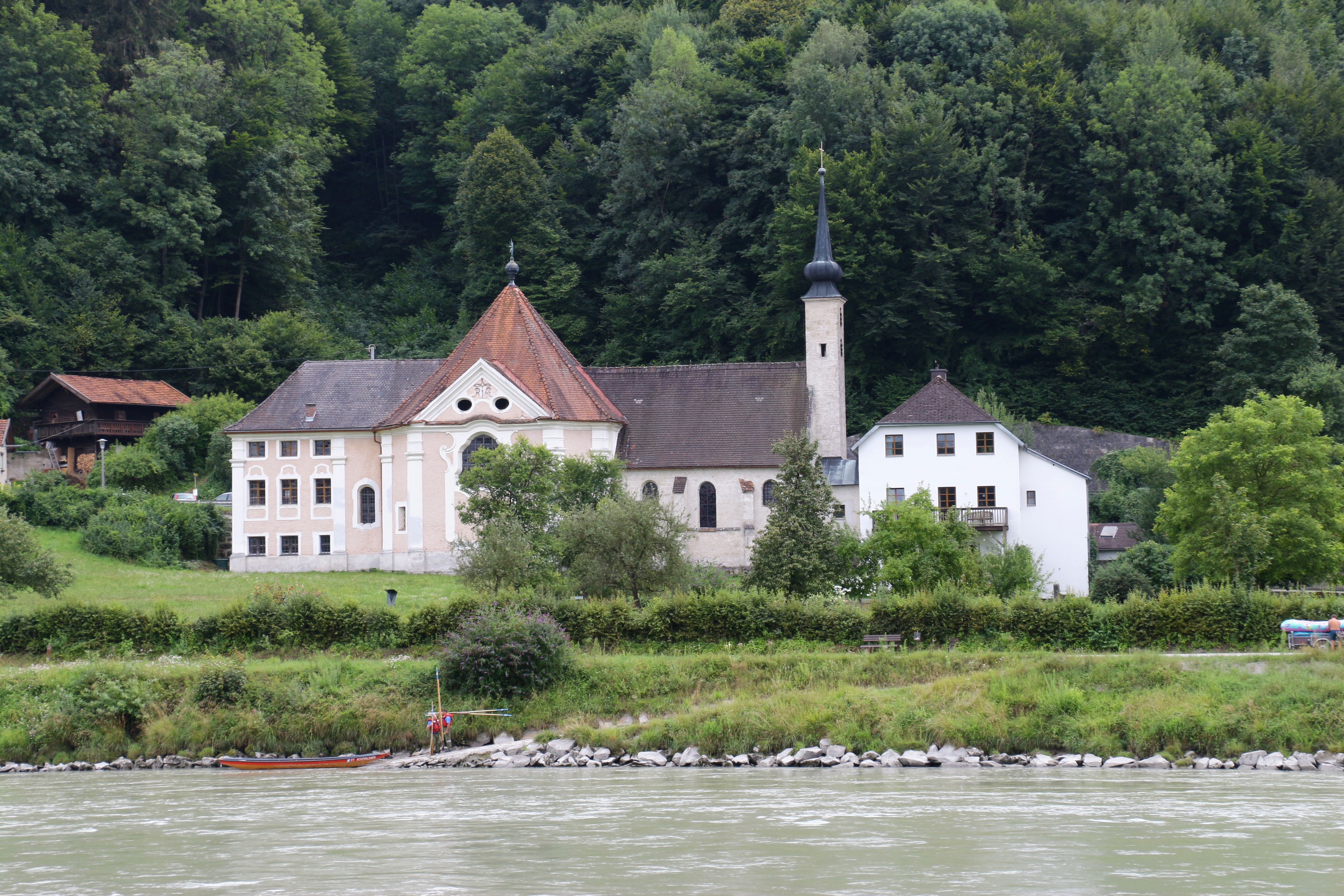
Katholische Pfarrkirche Mariä Heimsuchung in Ach

Die römisch-katholische Pfarrkirche Maria Ach steht in der Ortschaft Ach in der Gemeinde Hochburg-Ach im Bezirk Braunau am Inn in Oberösterreich. Sie ist dem Fest Mariä Heimsuchung geweiht und gehört zum Dekanat Ostermiething in der Diözese Linz. Das Bauwerk steht unter Denkmalschutz (Listeneintrag).

## Geschichte
Um 1180 wurde ein Herrensitz in Ach urkundlich erwähnt. Bei diesem wurde 1354 die Kirche errichtet. Als Baudatum wird des Öfteren auch das Jahr 1404 angegeben, eventuell handelt es sich hierbei um das Weihedatum. Die Kirche wurde 1771 erweitert. Bald darauf fiel das Innviertel mit der Kirche, die direkt an der Salzach gegenüber der bayerischen Stadt Burghausen liegt, an Österreich. 1853, 1895 und 1942 wurde die Kirche restauriert.

## Architektur
Kirchenäußeres

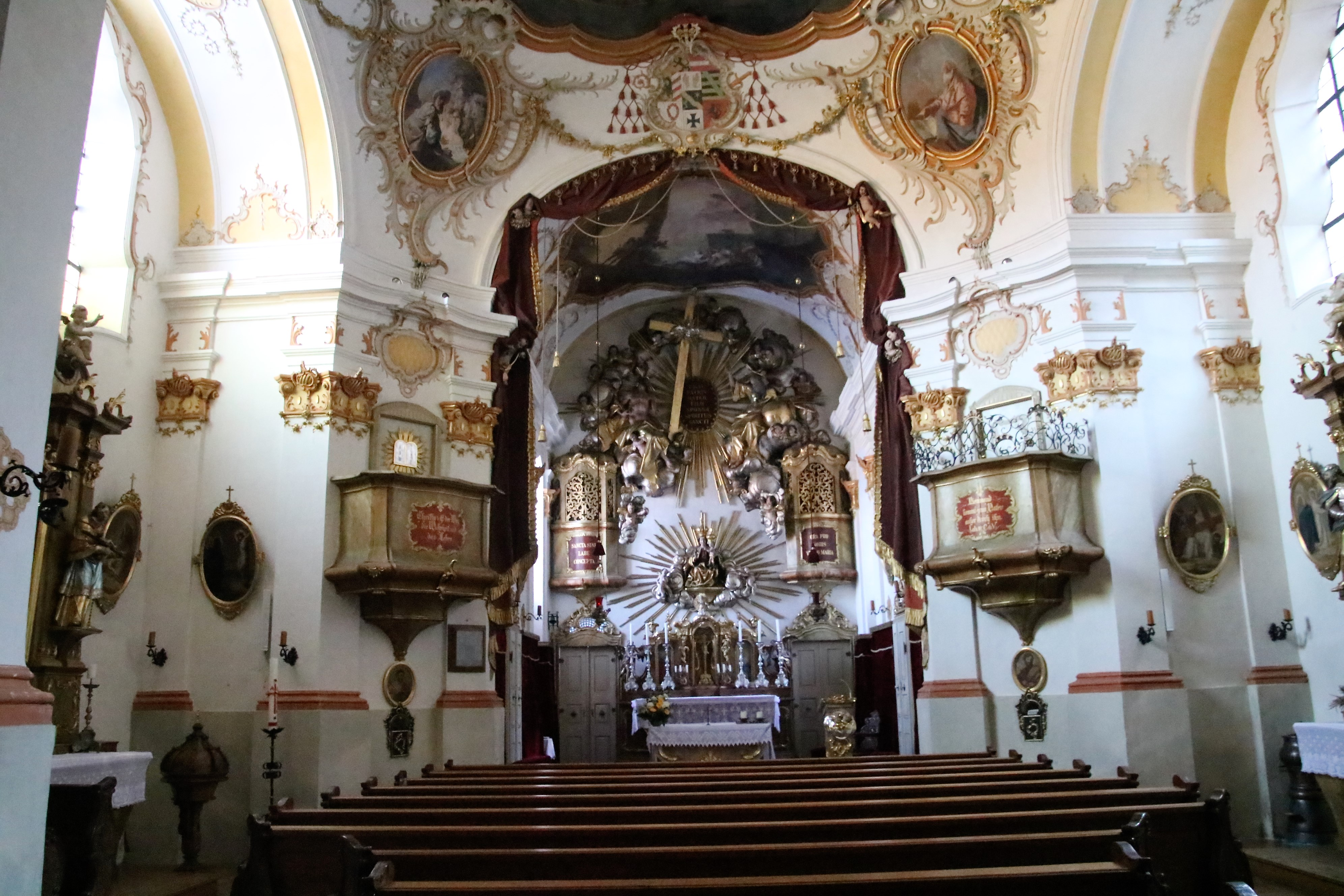
Innenansicht, Blick zum Chor

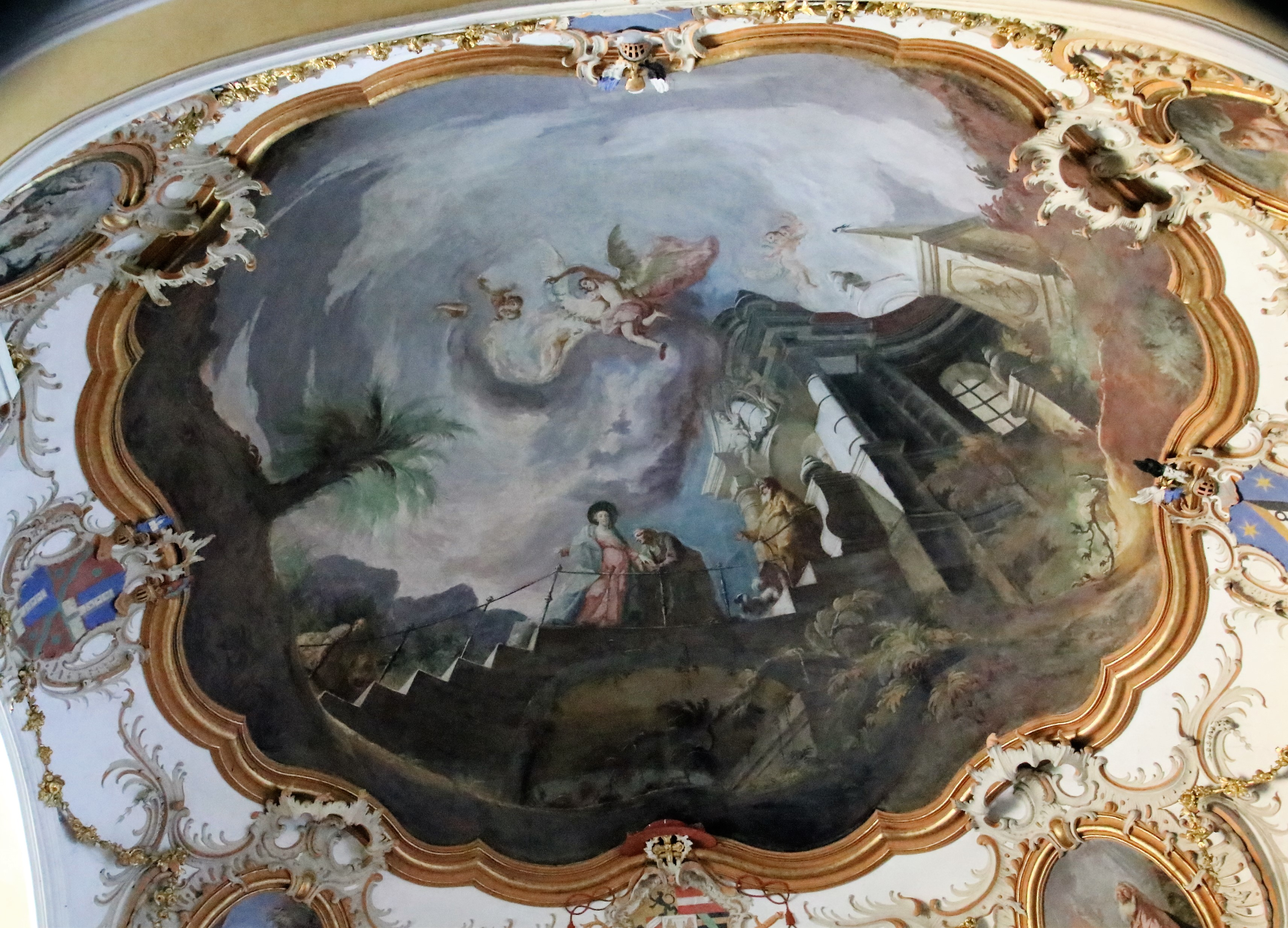
Deckenfresko Mariä Heimsuchung

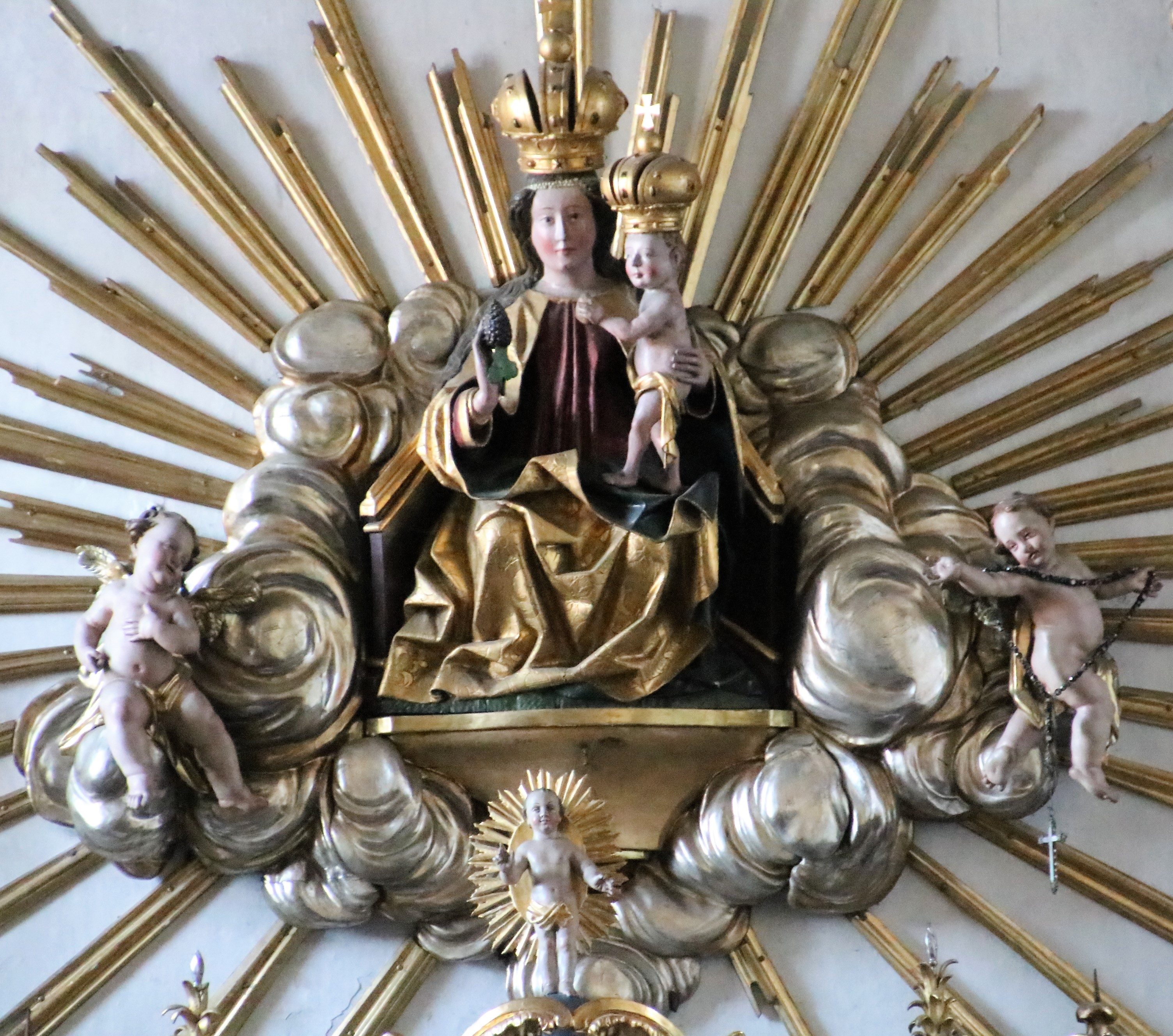
Gnadenbild am Hochaltar

Der Westturm ist barock. Der Kirchturm von 1774 ist schlank gebaut und endet in einem spitz auslaufenden Zwiebelhelm.
Kircheninneres
Das einschiffige Langhaus der Kirche ist dreijochig. Es wurde um 1404 vollendet. Darüber ist Netzrippengewölbe mit runden Schlusssteinen aus der Burghauser Schule. Die Rippen und Deckenfelder wurden in den 1630er Jahren mit Eierstab-Stuck im Renaissance-Stil verziert. In den Jahren 1770 und 1771 wurde ein quadratischer, flachkuppelgewölbter Zentralbau mit abgeschrägten Ecken und ein einjochiger tonnengewölbter Chor angebaut. Der Chor hat einen geraden Abschluss. Der Zubau wurde durch Johann Konrad Schaffner gebaut. Der Kirchenraum ist mit Fresken ausgemalt. Im Hauptraum ist „Mariä Heimsuchung“ dargestellt. Das Fresko stammt von 1771. In den Pendentifs sind die Evangelisten dargestellt. Vor dem Chor ist „Mariä Verkündigung“ dargestellt. Im Chor ist die „Geburt Christi“ dargestellt. Alle Arbeiten wurden durch Johann Nepomuk della Croce gemalt und 1942 restauriert. Dabei wurde das übermalte Fresko im Chorraum wieder freigelegt. Es war durch ein Fresko „Heilige Familie“ übermalt. Der ornamentale Schmuck im Stil des Rokoko stammt von Johann Konrad Schaffer.

## Ausstattung
Auf dem Hochaltar steht eine plastische Dreifaltigkeitsgruppe von Johann Georg Lindt aus dem Jahr 1771. Das gotische Gnadenbild „Maria mit Kind“ entstand in den 1480er Jahren. Die Wechselbilder von Johann Nepomuk della Croce sind aus dem Jahr 1776. Die Seitenaltäre im Stil des Rokoko haben Altarbilder von Johann Nepomuk della Croce. Das Bild des heiligen Sebastian wurde 1772 gemalt. Die Holzbildwerke stammen von Johann Georg Lindt. Vis-a-vis der Rokoko-Kanzel ist ein Patronatssitz mit schmiedeeisernem Abschlussgitter aus dem zweiten Viertel des 17. Jahrhunderts. Das Epitaph für Johann Schweickart mit dem Relief „Taufe Christi“ entstand 1655.
Die drei Glocken im Turm wurden 1946 in St. Florian gegossen und erklingen auf e", gis" und h".